# نازعة أن-أي-دي-إتش
نازعة أن أي دي إتش (بالإنجليزية: NADH dehydrogenase)‏ هي اختصارا لمجموعة المركبات والعناصر التي هي: ثنائي نوكليوتيد الأدنين وأميد النيكوتين مع الهيدروجين، يختصر بNADH، وهو إنزيم موجودة في جميع الخلايا الحية. والمجمع هو ثنائي النوكليوتيد، لأنه يتكون من اثنين من النوكليوتيدات تترابط بواسطة مجموعات الفوسفات الخاصة بها، وكل نوكليوتيدة يحتوي على قاعدة الأدينين وغيرها من نيكوتيناميد المحتوية. توجد نازعة NADH في متقدرات الخلايا الحية، ومن وظائفها أنها تشارك في سلسلة التنفس.

## التفاعل
في عملية التمثيل الغذائي، تشارك NADH في تفاعلات الأكسدة والاختزال، وتحمل الإلكترونات من جزيء إلى آخر. وقد تم العثور على الإنزيم المساعد في شكلين في الخلايا: NAD + وهو عامل مؤكسد - أي أنه يقبل الإلكترونات من جزيئات أخرى فتصبح مختزلة، وهذا التفاعل يشكله NADH الذي يعمل كعامل اختزال مختزل على التبرع في الإلكترونات. في هذه التفاعلات يتم نقل الإلكترون وهي الوظيفة الرئيسية للأن أي دي اتش. ومع ذلك، كما أنها تستخدم في العمليات الخلوية الأخرى، ولا سيما بوصفها ركيزة من الإنزيمات التي تضيف أو تزيل مجموعات كيميائية خصيصا من البروتينات، وأيضا في تعديلات ما بعد نقل البروتين. ونظرا لأهمية هذه الوظائف، والإنزيمات المشاركة في أن أي دي اتش في التمثيل الغذائي، تعتبر أهداف لاكتشاف الأدوية والعلاجات.
NADH + H + متقبل {\displaystyle \rightleftharpoons } NAD+ + متقبل منخفض

## وصلات خارجية
http://uk.ask.com/question/what-does-nadh-stand-for-in-biology

## اقرأ أيضا
- سلسلة تنفس